# Бамбуковая желтобрюхая камышовка
Бамбуковая желтобрюхая камышовка (лат. Iduna similis) — вид воробьиных птиц семейства камышовковых (Acrocephalidae).

## Распространение
Обитают в Африке. Встречаются на территории Бурунди, Демократической Республики Конго, Кении, Малави, Руанды, Южного Судана, Танзании, Уганды и Замбии. Естественной средой обитания этих птиц являются субтропические или тропические влажные горные леса, а также кустарниковые степи.

## Описание
Длина тела 13 см, вес 9—15 г. Окрас птицы оливково-жёлтый (верхние части тела оливково-зелёные), клюв широкий.

## Биология
Питаются насекомыми, особенно мухами (Diptera).

## Охранный статус
МСОП присвоил виду охранный статус LC.